# 福井県立若狭高等学校
福井県立若狭高等学校（ふくいけんりつ わかさこうとうがっこう、英: Fukui Prefectural Wakasa High School）は、福井県小浜市千種にある公立の高等学校。通称は「若高（）」。

## 概要・歴史
校是は「異質のものに対する理解と寛容」。
旧制小浜中学校
小浜藩校「順造館」を前身に、若狭地方で中学教育が始められたことをルーツとしている。藩校成立は18世紀に遡り、県内でも有数の歴史を持つ。

嶺南の他の県立高等学校と異なり、滋賀県から分離後、中学校令（一府県一校）により一時廃止され、福井中学の分校を経て、1897年（明治30年）に小浜尋常中学となった。
旧制小浜水産学校、旧制小浜高等女学校
1895年（明治28年）に福井県簡易農学校分校として小浜に水産科が設置され、のちに福井県立小浜水産学校となる。1905年（明治38年）には私立稚桜女学校が設立され、これが福井県立小浜高等女学校に発展した。
学制改革後
1948年（昭和23年）の学制改革により、小浜中学、小浜高女、小浜水産が合併し、福井県立小浜高等学校が設立された。翌年、遠敷高等学校を合併し、福井県立若狭高等学校となった。
設立当初は、普通科、商業科、家庭科、農業科、水産科および定時制から構成された。のち、農業科が若狭農林高等学校（現・若狭東高等学校）、水産科が小浜水産高等学校として独立（2013年に再統合）し、今日に至っている。

## 教育目標
「異質のものに対する理解と寛容」の精神を養い、教養豊かな社会人の育成を目指す。

### 努力目標
- 学力の向上に努め、自主及び自律の精神を育てる。
- 特別活動の充実に努め、自他の敬愛と協力の精神を育てる。
- 学校環境整備に努め、美しいものや正しいことに関心を持つ心を育てる。
- 地域社会との連携に努め、若狭の自然や歴史と文化を大切にする心を育てる。

## 沿革
同校は福井県立小浜中学校、福井県立小浜高等女学校および福井県立小浜水産学校をその母体としているが、現在に至るまで多くの変遷を経ている。

### 年表

#### 前史

##### 小浜藩校「順造館」
- 1774年（安永3年） - 第10代小浜藩主酒井忠貫が西依墨山（望楠軒4代目講師）を招いて小浜藩の学問所（藩校）として開校。
- 1881年（明治14年） - 藩学「順造館」を中学校として発足。
- 1886年（明治19年） - 中学校令（一府県一校設置の原則）に伴い廃止。

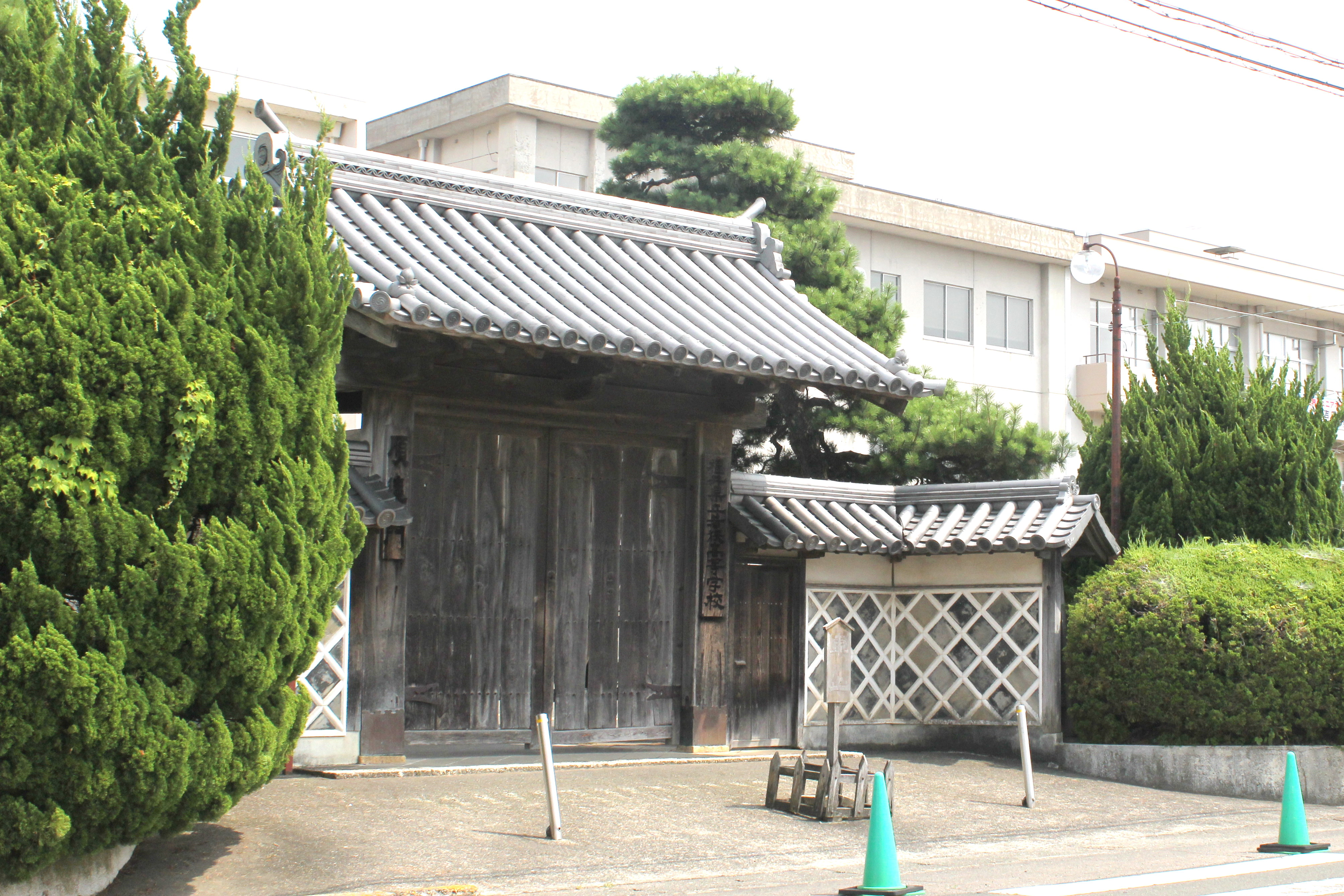
順造門

「順造館」の遺構である順造門が、2025年（令和7年）現在も若狭高等学校正門として使用されている。

#### 学制改革まで

##### 福井県立小浜中学校
- 1894年（明治27年） - 旧藩主酒井忠道の多額の援助と旧藩士の有志による「尚義会」の活躍により、雲浜村順造館跡、すなわち現在の南川河畔の県立大職員家族寮付近に旧制中学校が設立される。前記の中学校令の制約により独立校とならず、福井中学（現・福井県立藤島高等学校）の分校となる。
- 1897年（明治30年） - 福井県小浜尋常中学校として独立。（当時5学級）この年をもって創立第1周年とする。
- 1898年（明治31年） - 福井県小浜中学校と改称。第1回卒業生3名。
- 1900年（明治33年） - 西津村鷹場（現・小浜市立小浜中学校）に校舎新築移転。
- 1901年（明治34年） - 福井県立小浜中学校と改称。

##### 福井県立小浜高等女学校
- 1905年（明治38年） - 私立稚桜女学校として設立される[2]。
- 1906年（明治39年）6月27日 - 組合立小浜女子技芸女学校として開校が認可される[2]。同年旧城内に新築移転。
- 1923年（大正12年） - 福井県立小浜高等女学校と改称。雲浜村竹原（現・同校所在地）に新築移転。

##### 福井県立小浜水産学校
- 1895年（明治28年） - 福井県簡易農学校分校として水産科を設置[3][4]。
- 1899年（明治32年） - 福井県立小浜水産学校として独立[4]。

#### 学制改革以後

##### 福井県立小浜高等学校
- 1948年（昭和23年） - 学制改革により、小浜中学、小浜高女、小浜水産を合併し、福井県立小浜高等学校となる。普通、家庭（旧小浜中学校舎）、水産（旧小浜水産校舎）の3課程を置く。

##### 福井県若狭高等学校→福井県立若狭高等学校
- 1949年（昭和24年） - 福井県立小浜高等学校、福井県立遠敷高等学校を合併し、福井県若狭高等学校となる。商業課程設置。普通、商業、家庭（旧小浜高校舎）、水産（旧小浜水産校舎）、農業（旧遠敷高校舎）の5課程および定時制、通信制を持つ総合高校となる。
- 1951年（昭和26年） - 旧小浜高女校舎は当時新制小浜市立小浜中学校であったが同校と校舎を交換する。すなわち同校は現在地に移転し、普通、商業、家庭の生徒収容。
- 1953年（昭和28年） - 水産課程が分離され、福井県小浜水産高等学校となる。
- 1956年（昭和31年） - 家庭課程募集停止。普通課程に併合。
- 1957年（昭和32年） - 福井県立若狭高等学校に改称。
- 1958年（昭和33年） - 農業課程が分離され、福井県立若狭農林高等学校となる。被服課程を設置。
- 1963年（昭和38年） - 家政課程を設置。
- 1967年（昭和42年） - 全国高等学校総合体育大会が福井県で開催され、同校はボクシング会場となる。
- 1968年（昭和43年） - 第23回国民体育大会が福井県で開催され、同校はボクシング会場となる。会場を昭和天皇、香淳皇后が行幸啓[5]。野球部が全国優勝する。
- 1969年（昭和44年） - 福井県立美方高等学校設立にともない、家政・被服科の募集を停止。定時制美方校舎は当校に併合される。
- 1970年（昭和45年） - 理数科を設置。
- 1971年（昭和46年） - 家政科、被服科廃止。
- 1973年（昭和48年） - 野球部、明治神宮野球大会にて全国優勝。
- 1987年（昭和62年） - 情報処理科を設置。
- 1994年（平成6年） - ホーム制からクラス制へ移行。
- 1996年（平成8年） - 創立100周年記念事業の一環として、アジアより留学生の受け入れ開始。
- 1998年（平成10年） - 新1年生より新制服着用。
- 2000年（平成12年） - 野球部雨天練習場新築。
- 2003年（平成15年） - 全国高等学校総合文化祭が福井県で開催され、同校は弁論部門担当となる。
- 2004年（平成16年） - 普通教室空調設備完成。
- 2006年（平成18年） - 第1体育館改装。
- 2007年（平成19年） - 順造門改装・学園広場・同窓会館整備。
- 2010年（平成22年） - ボート部女子舵手付きワオドルプル、全国高等学校総合体育大会で優勝。「杉田玄白記念賞」創設 。
- 2011年（平成23年） - 文部科学省よりスーパーサイエンスハイスクール (SSH) 指定 。（2017年に再指定）
- 2012年（平成24年） - 文理探究科を設置[6]。
- 2013年（平成25年） - 福井県立小浜水産高等学校と統合し、海洋科学科を設置。第2体育館改装。
- 2014年（平成26年） - 理数科廃止[6]。東京大学海洋アライアンス海洋教育促進研究センターと海洋教育促進拠点としての連携に関する協定を結ぶ。
- 2016年（平成28年） - OECDイノベーションスクールネットワークより研究指定を受ける。
- 2017年（平成29年） - 新入生より学年進行で定時制を昼間部へ移行[注釈 2]。普通教室にプロジェクター設置。
- 2018年（平成30年） - 「鯖味付け缶詰」がJAXA宇宙日本食に認証[7]。
- 2020年（令和2年） - 東京大学・横浜国立大学と高大連携協定締結、新小型実習船「雲龍丸」進水式。

#### 定時制課程
- 1948年（昭和23年） - 福井県立小浜高等学校設置し、7月に定時制発足。中心校を小浜、分校を高浜・中名田に設置。
- 1949年（昭和24年） - 福井県立遠敷高等学校（定時制三方・上中分校を含む）と合併し、福井県立若狭高等学校設置。
- 1950年（昭和25年） - 定時制本郷分校設置。
- 1956年（昭和31年） - 定時制上中・中名田分校廃校。
- 1963年（昭和38年） - 定時制本郷分校廃校。
- 1968年（昭和43年） - 定時制高浜分校廃校。
- 1969年（昭和44年） - 定時制三方分校廃校。
- 1983年（昭和58年） - 校舎改築により定時制専用教室確保、給食室・調理室完成により自校給食開始。
- 2010年（平成22年） - 単位制・2学期制・3修制導入。
- 2017年（平成29年） - 新入生より順次昼間定時制への移行開始。
- 2020年（令和2年） - 昼間定時制移行。

## 縦割りホームルーム制
1949年（昭和24年）から1994年（平成6年）3月まで縦割りホームルーム制を行っていた。縦割りホームルーム制とは、学科や学年の枠を取り払ったホームルームを編成し、学校生活の中心にするものである。旧制小浜中学、旧制小浜高女、旧制小浜水産、新制遠敷高校の4校を統合して発足した故に発生した生徒間の対立を緩和することが、縦割りホームルーム制導入の目的であった。
導入初年度の1949年（昭和24年）は、普通科・家庭科・商業科の全生徒と水産科・農業科の1年生によって各ホームルームが編成されたが、翌年から校舎の離れている水産科・農業科の生徒は対象外となった。1つのホームルームには30 - 32名程度が所属し、導入当初は30のホームルームがあった。
生徒・教師とも当初は縦割りホームルーム制の導入に戸惑い、定着後も存廃についてしばしば論争が起きた。ホームルームの団結を深めるための行事として、1950年（昭和25年）にホームキャンプと球技大会、1951年（昭和26年）に文化祭におけるホームデコレーションが行われるようになり、「ホーム雑誌」なるものも発行されるようになった。しかし、45年間続いた縦割りホームルーム制は1994年（平成6年）に職員会議で廃止が決定し、その歴史に幕を下ろした。

### 関連書籍
- 『「縦割りホームルーム制」の実践 : 異質のものに対する理解と寛容 : 昭和24年-平成6年』ホーム制資料集編纂委員会編 1997年10月 福井県立若狭高等学校 全国書誌番号:98016932
- 『教育理念と学校組織の社会学 : 異質なものへの理解と寛容 : 縦割りホームルーム制の実践』苅谷剛彦,酒井朗編著 1999年3月 学事出版 ISBN 978-4-7619-0602-3

## 設置学科
2025年現在
- 全日制 修業年限3年制
  - 普通科
  - 文理探究科（2年次から下記の2学科に分かれる）
    - 国際探究科
    - 理数探究科

  - 海洋科学科
- 昼間定時制 修業年限4年制
  - 普通科

廃止された課程
- 全日制
  - 家庭科
  - 被服科
  - 理数科（平成25年度末廃止）
  - 商業科・情報処理科（平成26年度末廃止）
- 夜間定時制（2020年廃止）
  - 普通科

## 校歌
作詞：山本和夫、作曲：山田耕筰

## 校長
令和7年度　渡邉久暢

## 部活動

### 主な活動成績

#### ラグビー部
1969年（昭和44年）創部。全国高校ラグビーには、第74回大会（1993年）で初出場を果たした。その後80回大会（2000年）で再度代表になり、第96回大会（2016年）までに10度出場している。全国大会での初勝利は第82回大会（2002年）一回戦の富山工業高校戦（31-26）。福井県は全国大会予選への参加校自体が少なく、第77回大会（1997年）以降は同校と福井県立若狭東高等学校のいずれかが代表となる状態が続いている。

#### 野球部
春3回、夏7回甲子園に出場し、プロ野球に在籍した選手も多数いた。中でも、川藤幸三（元阪神）がOBとして著名である。1968年（昭和43年）に乗替寿好投手（元西鉄 - 広島）を擁し福井国体優勝、1973年（昭和48年）には内藤投手を擁し明治神宮大会優勝と2回の全国制覇を果たしている。春の選抜は1974年（昭和49年）、選手権大会は1969年（昭和44年）に甲子園でベスト4に入って以来、同大会への出場を果たしていない。

#### 陸上競技部
2004年の国体で、松本啓典が800mで全国制覇を果たしている。

### 部活動種目
- 運動部 - 野球、水泳、サッカー、ラグビー、ソフトボール、柔道、レスリング、卓球、テニス（男・女）、バドミントン（男・女）、陸上競技、バレーボール（男・女）、バスケットボール（男・女）、ボート
- 文化部 - 文芸、放送、科学、美術、吹奏楽、書道、軽音楽、演劇、JRC、茶華道、弁論、かるた、スキューバダイビング
- 同好会 - ヨット

## アクセス
- JR小浜線小浜駅 徒歩10分
- あいあいバス「小浜二中前」停留所 徒歩4分
- 舞鶴若狭道 小浜IC 車で5分

## 周辺施設
- 小浜地方合同庁舎
- 小浜市市民体育館
- 小浜市立小浜第二中学校
- 杉田玄白記念公立小浜病院
- 山川登美子記念館
- 福井県立若狭図書学習センター

## 著名な卒業生
1. 藩校である順造館および旧制福井中学分校時代の卒業者は小浜市を参照（旧制小浜中学校として独立した1897年度以降に限る）。
2. 現在の福井県立若狭東高等学校の卒業者については、当校の分校であった1949年（昭和24年）度から1957年（昭和32年）度までの卒業者に限って記載のこと。
3. 水産課程の在籍者については、設置されていた1948年（昭和23年）度から1952年（昭和27年）度までの卒業者に限って記載のこと（それ以降の卒業生は福井県立小浜水産高等学校に記載）。

### スポーツ選手
- 浜中祥和（元プロ野球選手）
- 松井武雄（元プロ野球選手、横浜ベイスターズ取締役）
- 川藤龍之輔（元プロ野球投手。現福井ミリオンドリームズ監督）
- 川藤幸三（元プロ野球選手・阪神タイガース）
- 乗替寿好（元プロ野球選手）
- 紅夜叉（元女子プロレスラー、中退）
- 海津富美代（元卓球選手）
- 朝倉康心（プロ雀士・Mリーガー）
- 仲澤春香（ガールズケイリン選手）

### 芸能人
- 杉田あきひろ（歌手・俳優、NHKおかあさんといっしょ9代目うたのおにいさん）
- 高井麻巳子（元おニャン子クラブ。秋元康夫人）
- 田中なおみ（モデル、昭和54年度クラリオンガール）
- 武者武者（お笑いコンビ）
- 堂前透（ロングコートダディメンバー）

### 文化人
- 山本和夫（児童文学作家、詩人、元福井県立若狭歴史博物館館長、山本藤枝夫人、旧制小浜中学卒業）
- 古河三樹（編集者、歴史家、旧制小浜中学卒業）
- 笠原靖（絵本作家）
- きむ（詩人、写真家）
- 司茜（詩人、大阪文学学校）
- 川口晴美（詩人）
- 浦谷千恵（アニメーション監督、アニメーター・キャラクターデザイナー、片渕須直夫人）
- 前野博紀（華道家）
- 福井セイ（漫画家）

### 政治・行政
- 井手成三（官僚、内閣法制局第一部長、文部次官、旧制小浜中学卒業）
- 辻一彦（政治家、参議院議員、旧制小浜中学卒業）
- 古川太三郎（政治家、参議院議員、旧制小浜中学卒業）
- 東毅（政治家、日本共産党岡山市議会議員）
- 神谷宗幣（政治家、参議院議員）
- 松崎晃治（政治家、第9代小浜市長）

### メディア
- 竹中敬一（元中部日本放送番組制作者）

### 経済
- 田中文蔵（三井物産取締役、山縣有朋の姪、山縣清子夫人、旧制小浜中学卒業）
- 小林栄三（伊藤忠商事社長）
- 井手正敬（西日本旅客鉄道社長、相談役、旧制小浜中学[要出典]から都立戸山高校に転校）
- 田辺昇一（経営コンサルタント、タナベ経営（現：タナベコンサルティンググループ）創業者・社長、旧制小浜中学卒業）
- 田村平治（料理人、旧制小浜中学卒業）

### 軍人
- 佐久間勉（海軍大尉、大日本帝国海軍、第六潜水艇隊艇長、旧制小浜中学卒業）
- 儀峨徹二（日本陸軍の軍人、陸軍中将、旧制小浜中学卒業）
- 大月明（医学者、大日本帝国特殊部隊所属、旧制小浜中学卒業）

### 学術
- 干潟龍祥（インド哲学者、旧制小浜中学卒業）
- 梅澤濱夫（医学者、細菌学者、文化勲章受章者、旧制小浜中学卒業）
- 石田佐久馬（国語教育者、旧制小浜中学卒業）
- 熊田誠（京都大学工学部教授、京都大学名誉教授　旧制小浜中卒業）
- 寺島泰（京都大学名誉教授）
- 羽溪了諦（京都大学名誉教授・元龍谷大学学長、旧制小浜中学卒業）
- 今村貞夫（京都大学医学部教授、京都大学名誉教授）
- 藤井譲治（京都大学名誉教授）
- 伊東忍（大阪大学大学院工学研究科生命先端工学専攻教授）
- 三井徹（金沢大学名誉教授、音楽学者）
- 松尾欣枝（奈良女子大学名誉教授）
- 須磨千頴（南山大学名誉教授、旧制小浜高校卒業）
- 若新雄純（慶應義塾大学大学院政策・メディア研究科特任准教授、福井大学産学官連携本部客員准教授）

## 著名な教職員
- 藤野寄命（博物学者、ソメイヨシノ発見者）- 小浜伝習学校教諭、旧制小浜中学教諭
- 竹村秋竹（俳人）- 旧制小浜中学教諭
- 斎藤静（英語学者、福井大学名誉教授）- 旧制小浜中学校校長
- 竹内鐡二（教育者）- 旧制小浜中学教諭
- 今村充夫（民俗学者、歌人）- 旧制小浜中学教諭、新制若狭高校教諭
- 森川昌和（考古学者、鳥浜貝塚研究者）- 若狭高校教諭